# Jiffy
Jiffy 是一个非正式术语，表示不具体的非常短暂的时间段，如“我一会儿就回来”。首次使用于1785年，词源不明，有迹象表明是来自描述闪电的thieves' cant。

## 用于测量
最早的技术上的使用，来自于吉尔伯特·路易斯，提议使用"jiffy"作为光在真空中传播一厘米的时间 (approximately 33.3564 picoseconds)。
后来根据研究领域的不同，经过多次重新定义。

## 使用
电子学中, 一个jiffy是交流电供电周期的时间，大多数家用电源的一秒的1/60 或 1/50。
在计算机科学中, 一个 jiffy最初是指系统时间r中断的两个ticks之间的时间。 这并不是一个绝对时间间隔单位，其时间间隔取决于特定硬件的时钟中断频率。
早期的微电脑系统，如Commodore 64以及一些使用电视机作为显示设备的游戏机，通常与当地电视标准的垂直频率来同步系统终端计时器，要么是59.94 Hz 的 NTSC 标准, 要么是 50.0 Hz 的PAL系统。不同的Linux系统中的Jiffy 的取值，在约1 ms 到 10 ms 之间，10 ms 是更常见的，参见黑客字典。 Stratus VOS 使用 1/65,536 秒作为一个Jiffy来表示自1 January 1980 00:00 UTC以来的时间.
术语 "jiffy" 有时候用于计算机动画，作为播放速率的定义，单个帧的间隔为 1/100th-of-a-second (10 ms) jiffies，如Autodesk Animator .FLI 序列 (全局帧频率设定)以及 Compuserve .GIF 图像 (每个帧具有单独定义的以1/100 s计算的时间间隔).
真空中的 光速提供了方便的距离与时间的关系。物理学 (特别是 量子物理学)和 化学中, 一个 jiffy是根据光穿过特定距离所用的时间。天体物理学和量子物理学中，一个 jiffy 是由 Edward R. Harrison 定义的，光穿过一个飞米所用的时间，大约是一个核子. 一个费米是 10−15 m，因此，一个 jiffy 大约是 3 × 10−24 秒。不严格的一种叫法是一个 "light-foot"，约等于一纳秒.
曾有作者用术语 jiffy 来表示 普朗克时间，约 5.4 × 10−44 秒，这是光通过普朗克长度 的时间，条件是在这个尺度，常规几何依然适用。